# 丹塔斯的里亞尚
11°04′08″S 37°43′30″W / 11.06889°S 37.72500°W
丹塔斯的里亞尚（葡萄牙語：Riachão do Dantas），是巴西的城鎮，位於該國東北部，由塞爾希培州負責管轄，始建於1870年5月9日，面積528平方公里，海拔高度185米，2010年人口19,394，人口密度每平方公里36.71人。